# Österreichische Akademie der Wissenschaften

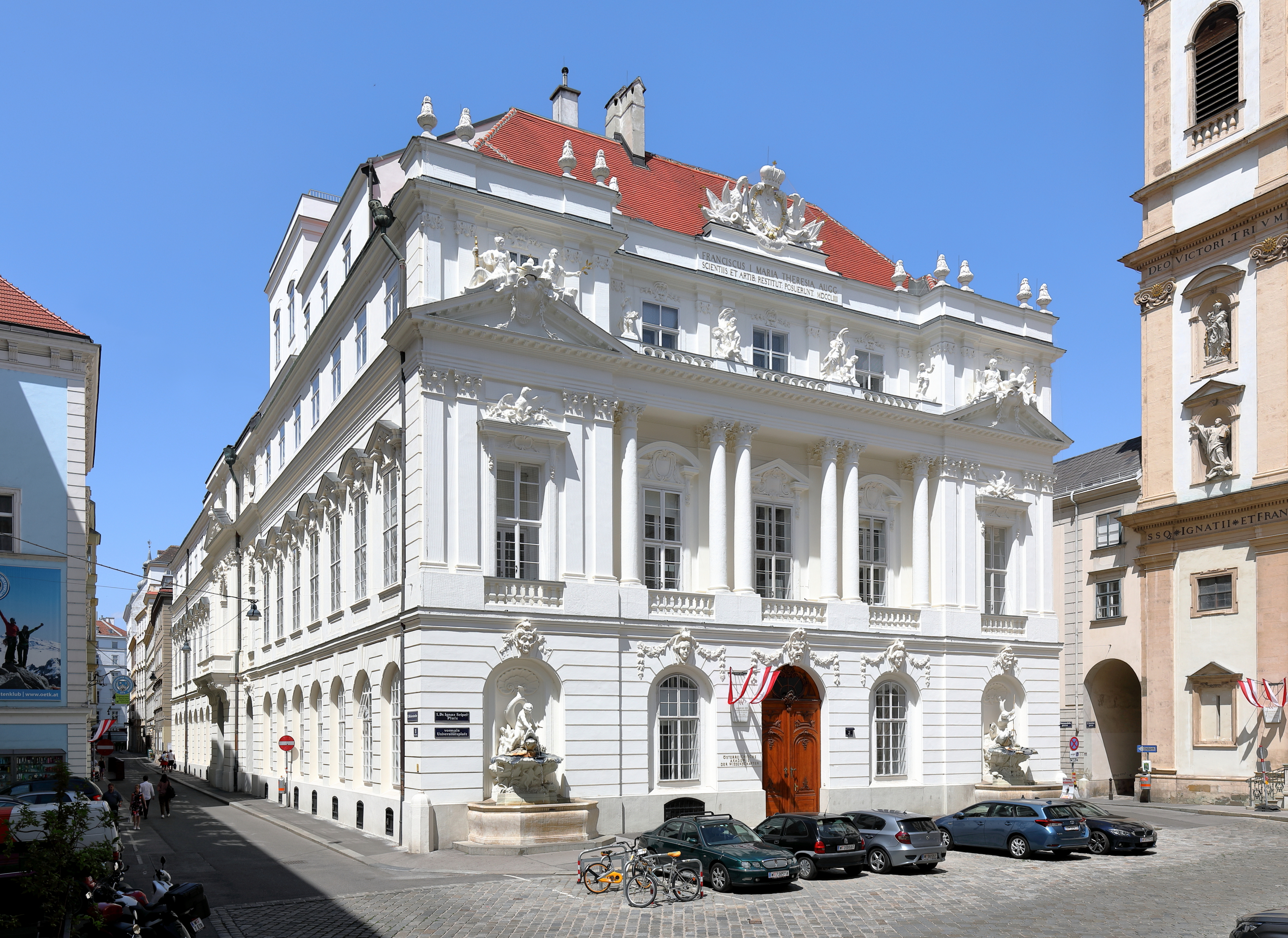
Sitz der ÖAW: Alte Universität, Neue Aula (am Dr.-Ignaz-Seipel-Platz)

Die Österreichische Akademie der Wissenschaften (ÖAW) ist eine Gelehrtengesellschaft und die größte Trägerin außeruniversitärer Grundlagenforschung in Österreich. Sie wurde nach Vorbildern wie der Deutschen Akademie der Naturforscher Leopoldina und der Royal Society 1847 als Kaiserliche Akademie der Wissenschaften in Wien gegründet. Heute ist sie eine mit einem jährlichen Basisbudget von rund 100 Mio. Euro ausgestattete, größtenteils staatlich finanzierte Einrichtung mit über 770 gewählten Mitgliedern, rund 1800 Mitarbeitern und 25 Forschungseinrichtungen in Wien, Graz, Linz, Innsbruck und Leoben.
Die oberste Aufgabe ist die Förderung der Wissenschaften. Neben der wissenschaftlich fundierten Gesellschafts- und Politikberatung und der Grundlagenforschung ist sie in der Förderung von Nachwuchswissenschaftlern aktiv. Im Zuge internationaler Rahmenprogramme und Kooperationen unterhält die ÖAW ferner ein globales Forschungsnetzwerk.

## Weblinks

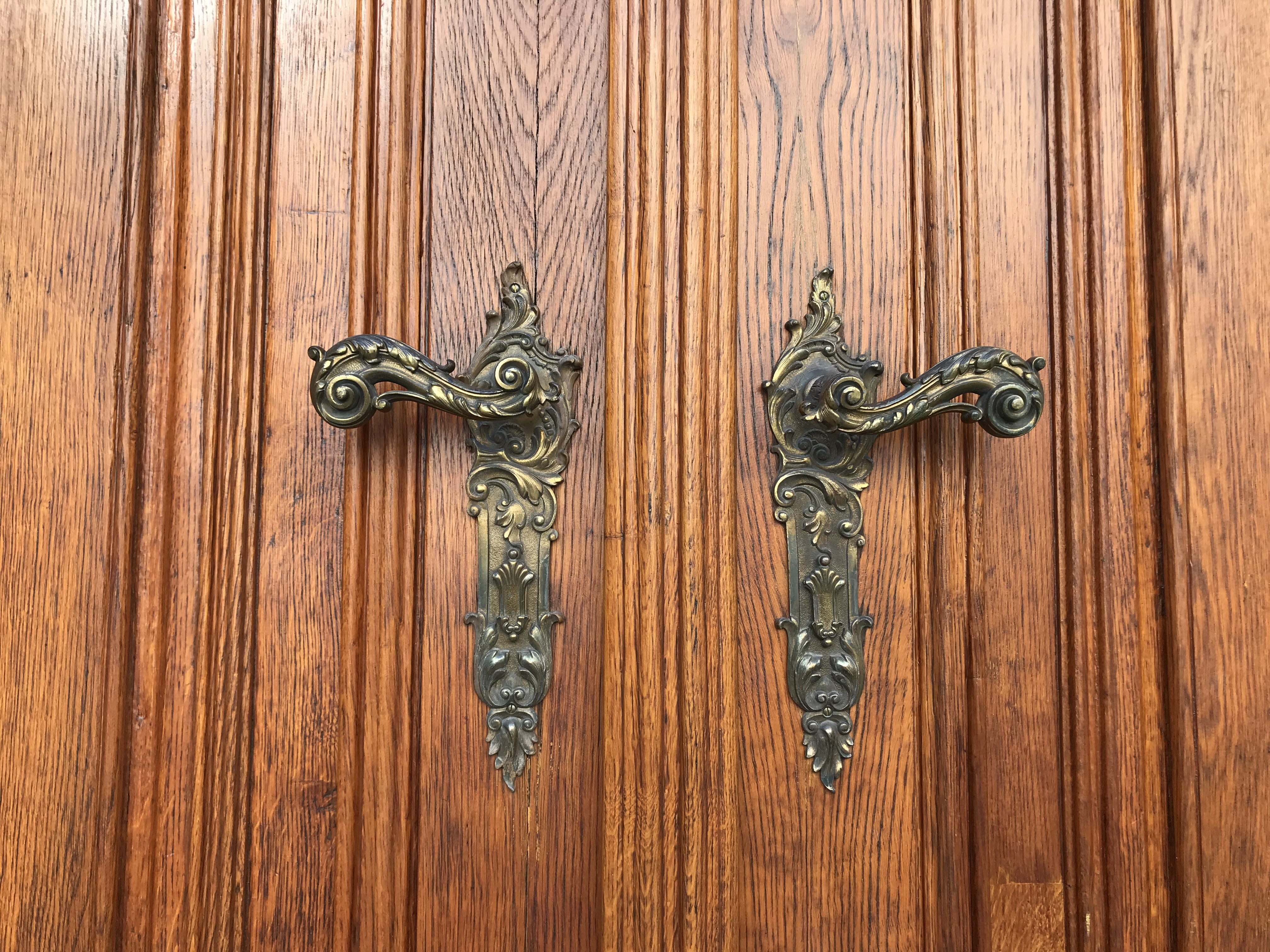
Detailansicht Haupteingang

## Gebäude
Der offizielle Hauptsitz ist die Neue Aula am Dr.-Ignaz-Seipel-Platz, benutzt wird darüber hinaus der größte Teil der Alten Universität (insbesondere das Jesuitenkolleg und die Alte Aula). Seit 2020 gehört auch das Postsparkassengebäude teilweise zu den von der Akademie benutzen Räumlichkeiten. Alle diese Gebäude werden zusammenfassend Campus Akademie genannt, 2022 wurde zudem der Arkadenhof der Alten Universität für die Öffentlichkeit freigegeben.

## Organisation und Aufgaben

### Aufgaben

Das seit 2015 bestehende Logo der ÖAW

Die Akademie ist eine juristische Person des öffentlichen Rechts unter besonderem Schutz des Bundes mit der Zielsetzung, die Wissenschaft auf allen Gebieten, besonders im Bereich der Grundlagenforschung, in jeder Hinsicht zu fördern.
Gesetzliche Grundlage der ÖAW ist dabei das „Bundesgesetz vom 14. Oktober 1921, betreffend die Akademie der Wissenschaften in Wien“. Die Aufgaben der Akademie werden darin wie folgt beschrieben: „Ihre Aufgabe ist es, die Wissenschaft in jeder Hinsicht zu fördern; sie hat bei Erfüllung ihrer Aufgabe den Anspruch auf Schutz und Förderung durch den Bund.“
Diese Aufgabe wird auf unterschiedliche Arten erfüllt. Die Mitglieder der Akademie widmen sich als Gelehrtengesellschaft dem fachübergreifenden Diskurs sowie Zukunftsfragen, beraten Politik und Gesellschaft und informieren die Öffentlichkeit über bedeutende wissenschaftliche Erkenntnisse. In Kommissionen widmen sie sich Fragen von wissenschaftlicher und gesellschaftlicher Relevanz. Als Forschungsträger betreibt die ÖAW 25 Forschungsinstitute im Bereich der innovativen, anwendungsoffenen Grundlagenforschung in den Geistes-, Kultur-, Sozial- und Natur- und Technikwissenschaften. Die ÖAW pflegt und initiiert Forschungspartnerschaften und vertritt die Republik Österreich in internationalen wissenschaftlichen Organisationen. Dadurch unterstützt sie die Zusammenarbeit zwischen Wissenschaftlern und die österreichische Teilnahme an internationalen Großforschungsprojekten. Die Akademie fördert ferner den wissenschaftlichen Nachwuchs durch Stipendien und Preise.
Mit dem Verlag der Österreichischen Akademie der Wissenschaften steht ein eigenes Publikationsunternehmen zur Verfügung.

### Innere Organisation
Die Akademie zählt derzeit mehr als 750 Wissenschaftler aus dem In- und Ausland zu ihren Mitgliedern. Diese setzt sich zusammen aus wirklichen Mitgliedern, Ehrenmitgliedern, korrespondierenden Mitgliedern und Mitgliedern der Jungen Akademie. Mit Ausnahme der Ehrenmitglieder der Gesamtakademie und der Mitglieder der Jungen Akademie gehört jedes Mitglied entweder der mathematisch-naturwissenschaftlichen oder der philosophisch-historischen Klasse an. Es gibt 90 wirkliche Mitglieder, die sich gleichmäßig auf die beiden Klassen aufteilen. Mitglieder, die über 70 Jahre alt sind, werden bei voller Wahrung ihrer Rechte in diese Höchstzahl nicht eingerechnet.
2008 wurden Maßnahmen für eine Verjüngung eingeleitet und eine Junge Kurie mit rund 70 Forschern im Alter von unter 45 Jahren eingerichtet (vgl. in Deutschland etwa die Junge Akademie und das Junge Kolleg). Die Junge Kurie wurde im Zuge der Satzungs- und Geschäftsordnungsänderungen im Jahr 2016 in „Junge Akademie“ umbenannt. Mitglieder der Jungen Akademie werden einmalig auf die Dauer von acht Jahren gewählt und dürfen zum Zeitpunkt ihrer Wahl das 40. Lebensjahr nicht vollendet haben.
Derzeit sind von den Mitgliedern (alle Arten von Mitgliedern eingerechnet) der ÖAW 141 Frauen, was einem Anteil von rund 18 % entspricht. Allerdings ist der Anteil beim wissenschaftlichen Personal wesentlich höher, was möglicherweise auch Auswirkungen auf die zukünftige Mitgliederstruktur der ÖAW haben wird. Derzeit gibt es rund 1800 Beschäftigte in den Forschungseinrichtungen der ÖAW. 2020 betrug das Basisbudget der ÖAW 121 Millionen Euro, die zu einem großen Teil aus Bundesmitteln stammen.

## Geschichte

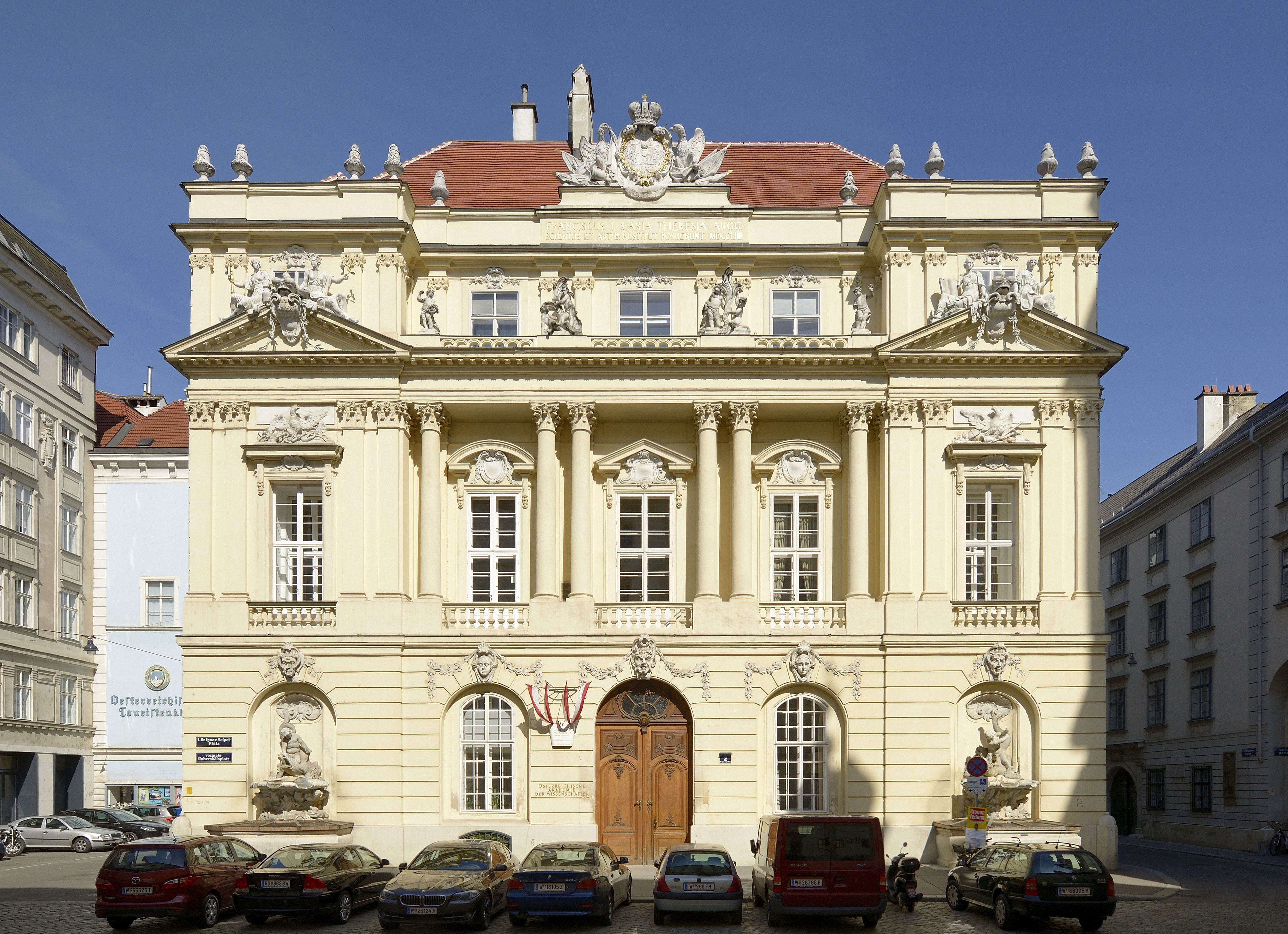
Neue Aula, Sitz der Akademie in der Inneren Stadt

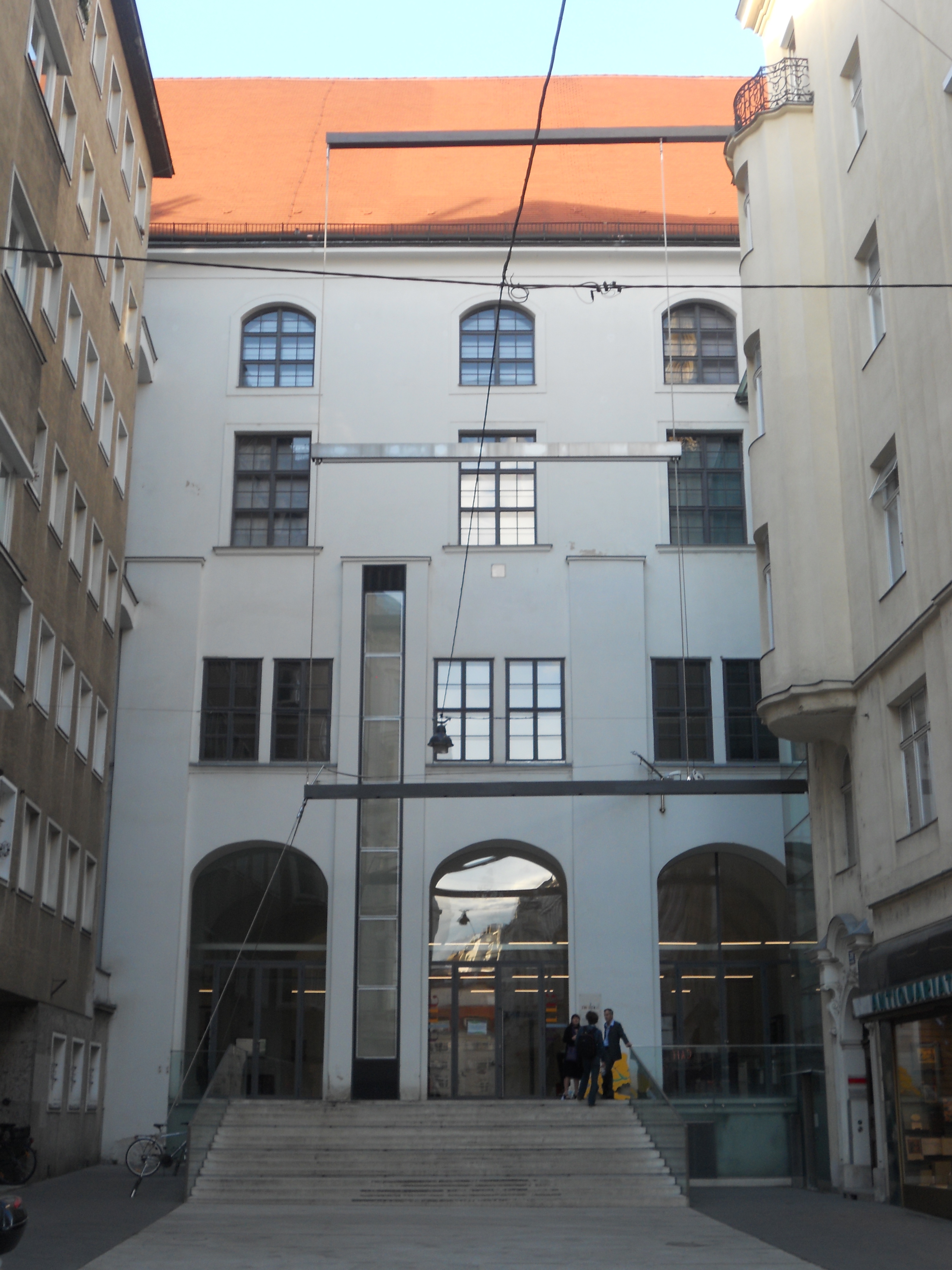
Alte Aula (Teil der Alten Universität) von der Wollzeile aus gesehen

### Anfänge 1847–1918
Die ersten Bestrebungen, in Wien eine Einrichtung nach dem Vorbild der Royal Society in London und der Académie des sciences in Paris zu etablieren, gehen bereits auf den Philosophen und Mathematiker Gottfried Wilhelm Leibniz um 1700 zurück. Es kam aber erst am 30. Mai 1846, mit einem Handschreiben von Kaiser Ferdinand I., zur Gründung der Akademie. Darin erklärte der Kaiser, er finde sich bewogen, „in meiner Haupt- und Residenzstadt Wien einen wissenschaftlichen Verein unter der Benennung ‚k.k. Akademie der Wissenschaften‘ zu gründen“. Sein Staatskanzler Clemens Fürst Metternich, der rund zehn Jahre zuvor noch eine Gründung der Akademie hintertrieben hatte, unterstützte die diesbezüglichen Bestrebungen nun nachdrücklich.
Als Kurator ernannte der Kaiser am 2. Juli 1846 seinen Onkel Erzherzog Johann, der sich in den darauffolgenden Monaten intensiv mit der Ausarbeitung der Statuten der Akademie beschäftigte. Als eine wesentliche Forderung setzte er die Freiheit der Erörterung in Rede und Schrift für die Mitglieder der Akademie durch, womit er die strenge Zensur im Österreich des Vormärz für wissenschaftliche Arbeiten außer Kraft setzte. Die offizielle Genehmigung der Statuten durch Kaiser Ferdinand I. erfolgte am 14. Mai 1847, der als Gründungstag der kaiserlichen Akademie der Wissenschaften in Wien gilt. Zunächst wurden 40 Mitglieder ernannt, die auf die beiden Klassen, nämlich die mathematisch-naturwissenschaftliche Klasse und die historisch-philologische Klasse, aufgeteilt wurden. Als erster Präsident wurde am 27. Juni 1847 Joseph von Hammer-Purgstall gewählt.
1857 konnten auch die räumlichen Bedürfnisse der rasch wachsenden Akademie befriedigt werden, indem sie vom Polytechnischen Institut in die unter Maria Theresia errichtete Neue Aula am Universitätsplatz, dem heutigen Dr.-Ignaz-Seipel-Platz, übersiedelt wurde, das seit 1848 als „Aulakaserne“ vom Militär genutzt worden war. Dieses palaisartige Gebäude wurde 1755 von Jean Nicolas Jadot de Ville-Issey erbaut und diente als Aula der Universität Wien. Das Deckenfresko des berühmten Festsaals von Gregorio Guglielmi wurde nach einem Brand im Jahr 1961 vom Theatermaler Paul Reckendorfer rekonstruiert. Der Theologiesaal verfügt über Maulbertsch-Fresken.
Die wissenschaftlichen Leistungen der Mitglieder wurden in regelmäßig erscheinenden Publikationen der beiden Klassen dargestellt. Die Denkschriften und Sitzungsberichte wurden ab 1851 durch den jährlich erscheinenden Almanach, der als wichtigste Quelle der Akademiegeschichte anzusehen ist, ergänzt.
In den Jahren 1879–1914 wurde die Akademie sukzessiv zu einer „universalen Forschungsstätte“ ausgebaut. Sie intensivierte auch die internationale Zusammenarbeit mit anderen Forschungseinrichtungen und Akademien. Auf ihre Initiative wurde 1893 der Verband wissenschaftlicher Körperschaften (auch Kartell genannt) als Dachorganisation der deutschsprachigen Akademien gegründet. 1899 zählte sie zu den ersten Mitgliedern der Internationalen Assoziation der Akademien, des ersten weltumspannenden Akademieverbunds.
Mit der Errichtung des Phonogrammarchivs (1899), des ältesten Tonträgerarchivs der Welt, des ersten Instituts für Radiumforschung (1908/10) und der Übernahme der Biologischen Versuchsanstalt (1914) setzte die kaiserliche Akademie der Wissenschaften am Vorabend des Ersten Weltkrieges entscheidende Schritte zu einer damals weltweit führenden Forschungsträgerin.
Während des Ersten Weltkriegs mussten laufende Expeditionen abgebrochen werden. Deren Leiter wurden teilweise interniert, teilweise wurden sie an der Rückkehr gehindert. Zugleich eröffnete der Krieg der kaiserlichen Akademie die Chance für neue Expeditionen in die von den k.u.k. Truppen besetzten Gebiete Serbiens, Montenegros und Albaniens sowie für anthropologische Untersuchungen an Kriegsgefangenen. Beide Unternehmungen wurden von der Akademie der Wissenschaften in Wien wesentlich gefördert.

### Zwischenkriegszeit 1918–1938
In der 1. Republik wurde mit dem Bundesgesetz vom 14. Oktober 1921, betreffend die Akademie der Wissenschaften in Wien eine neue gesetzliche Grundlage geschaffen, die mit leichten Änderungen im Bundesgesetz vom 9. Mai 1947 (BGBl. Nr. 115/1947) bis heute gilt. Durch dieses Gesetz wurde auch der Name von Kaiserliche Akademie der Wissenschaften auf Akademie der Wissenschaften in Wien umgeändert. Außerdem wurde eine neue Satzung erlassen.
In den folgenden Jahren der Zwischenkriegszeit litt die Akademie zunehmend unter der allgemein schlechten Wirtschaftslage, die mittels Stiftungen und Spenden zu verbessern versucht wurde. Die wissenschaftlichen Forschungen litten an der Inflation und an der einsetzenden Wirtschaftskrise, doch konnten sie durch die Unterstützung der Mitglieder meist erfolgreich gestaltet werden. Unter den Mitgliedern der mathematisch-naturwissenschaftlichen Klasse erhielt beispielsweise der Physiker Erwin Schrödinger 1933 den Nobelpreis für Physik für die Weiterentwicklung der Quantenmechanik. Um die Akademie und ihre wissenschaftliche Forschungsarbeit auch in der Öffentlichkeit bekannter zu machen, wurden seit 1934 auch öffentliche Vorträge abgehalten.

### Zeit des Nationalsozialismus

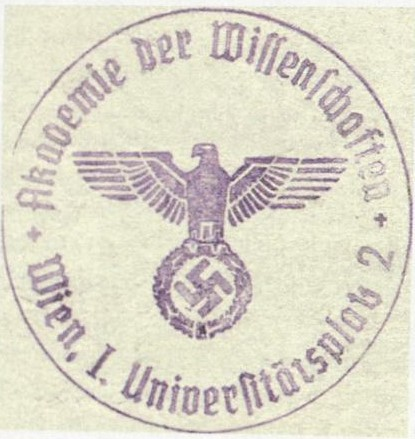
Dienststempel

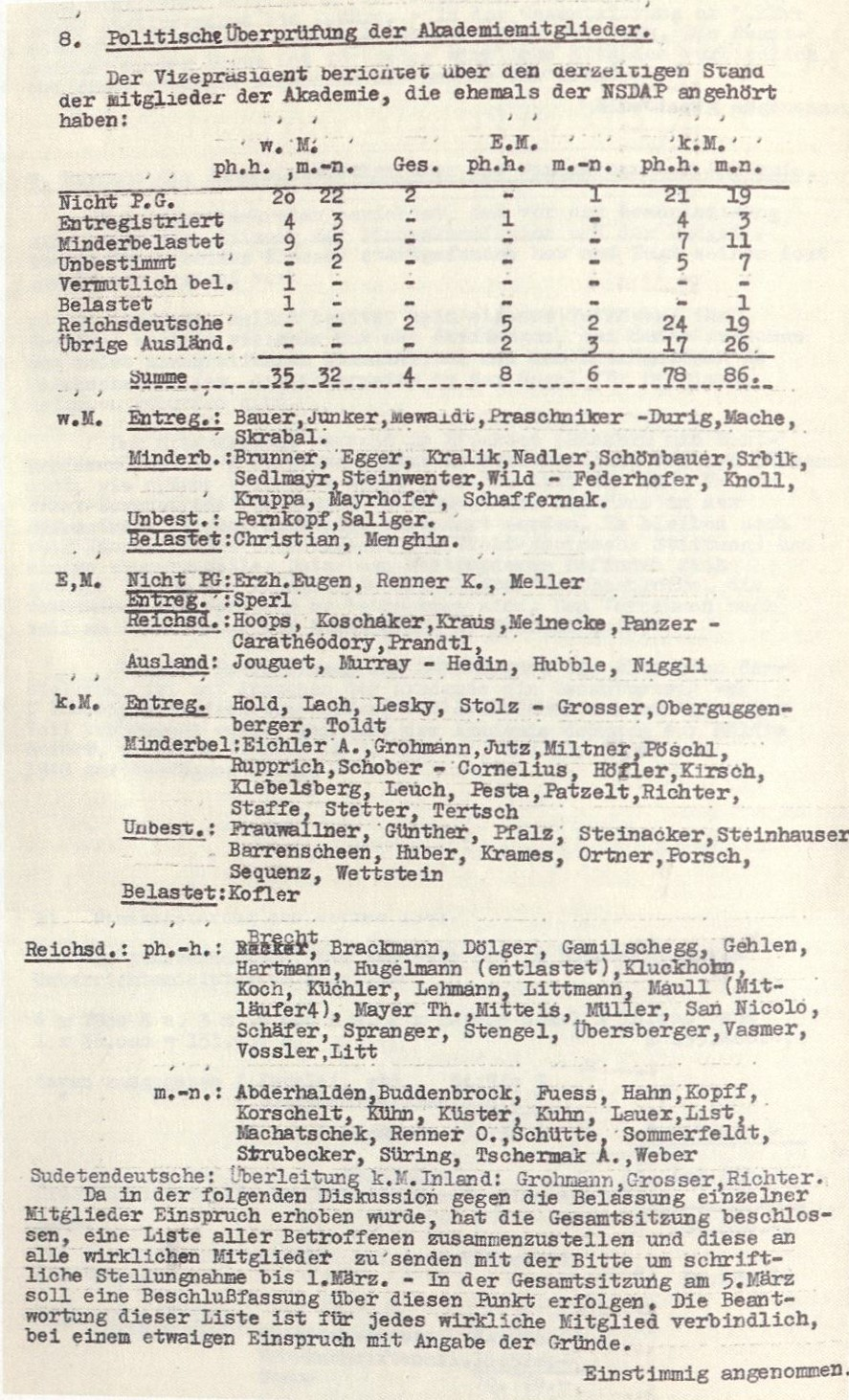
Nationalsozialistische Mitglieder Stand 1946

Der „Anschluss“ an das Deutsche Reich am 12. März 1938 hatte unvermeidliche Auswirkungen auf die Akademie. Die Satzung der Akademie wurden 1938 durch eine „vorläufige Satzung“ ersetzt, wodurch es zu einigen Veränderungen in der Organisation kam. Diese Satzung blieb allerdings bis 1945 ein Provisorium und wurde nie durch eine ganz neue Satzung ersetzt. 1945 wurde sie wieder durch die ursprüngliche Satzung von 1921 ersetzt.
Die Umsetzung der geforderten Neuordnungen erstreckte sich über ein Jahr hinweg. Die Akademie wurde Mitglied des Reichsverbandes der Deutschen Akademien und die Spitzenfunktionen wurden umbesetzt: Der Historiker Heinrich von Srbik wurde am 1. April 1938 zum neuen Präsidenten der Akademie gewählt. Srbik war ein international angesehener Wissenschaftler. Wegen seiner „gesamtdeutschen Geschichtsauffassung“ wurde er auch von Nationalsozialisten geschätzt. Bei den „Feierlichen Jahressitzungen“ der Akademie identifizierte er sich mit Hitlers Kriegspolitik; 1940 sprach er vom „Kampf des deutschen Volkes um seine Selbstbehauptung“, und noch 1943 wiederholte er seine „feste Siegeszuversicht“. Er versuchte, die Unabhängigkeit der Wiener Akademie gegenüber den Berliner Zentralstellen so weit wie möglich zu bewahren. Bei den Akademiemitgliedern genoss er großen Respekt, sodass er 1941 – nach Ende seiner Funktionsperiode – erneut zum Präsidenten gewählt wurde.
Die Arbeiten konnten in beiden Klassen weitgehend im bisherigen Rahmen fortgeführt werden. Es gab trotz der staatlichen Eliminierung des Namens Österreich weiterhin das Archiv für österreichische Geschichte und die Fontes rerum Austriacarum. In der „vorläufigen Satzung“ wurde außerdem mehrmals das „Land Österreich“ genannt, obwohl das Wort Österreich noch im Jahr 1938 durch die Bezeichnung „Ostmark“ ersetzt wurde. Die wohl wesentlichste Satzungsänderung betraf die Wahl bzw. die Bestätigung der gewählten Mitglieder der Akademie. Hier wurde in die Autonomie eingegriffen: Die vollzogene Wahl bedurfte der Bestätigung durch den Reichsminister für Wissenschaft, Erziehung und Volksbildung. Diese Bestätigung war außerdem jederzeit widerruflich. Der Botaniker Fritz Knoll, damals Rektor der Universität Wien, wurde zum Parteibeauftragten der NSDAP für die Akademie bestellt. Seine Aufgabe war es, die Interessen der Partei im Bereich der Akademie der Wissenschaften bis zur endgültigen Regelung der neuen Statuten der Akademie zu übernehmen. Im März 1939 hatte seine – ohnehin bloß formale – Funktion ein Ende, als der Akademiepräsident Srbik erklärte, diese Aufgaben nun selbst übernehmen zu wollen.
Während an den österreichischen Universitäten binnen weniger Wochen nach dem Anschluss die „Säuberung“ des Lehrkörpers und die „Gleichschaltung“ zu deutlichen personellen Veränderungen führte, lief dieser Prozess in der Akademie mit zeitlicher Verzögerung ab. Die Akademie sah sich selbst stets als weitgehend autonome wissenschaftliche Institution. Ihre Mitglieder waren keine Beamten und unterlagen somit offiziell nicht dem Gesetz zur Wiederherstellung des Berufsbeamtentums. Gelehrte, die auf Grund dieses Gesetzes ihre Professur an der Universität bereits aufgeben mussten, konnten trotzdem noch ein dreiviertel Jahr an den Sitzungen der Akademie teilnehmen, bevor sie auch dort ihren Platz räumen mussten. Die Akademie wurde in dieser Hinsicht jedenfalls von sich aus nicht aktiv und hatte es auch später nicht eilig damit. Mehrere Mitglieder mussten die Akademie verlassen. Diese schieden teils durch freiwilligen „Austritt“ aus, teils durch Streichung aus den Mitgliederlisten. Vor allem die Nürnberger Rassengesetze hatten eine große Wirkung auf die Mitgliederlisten. Denn laut diesen Gesetzen wurden „Nichtariern“ die Staatsbürgerschaft entzogen; sie konnten somit nicht mehr im Stand der ordentlichen Mitglieder im Inland geführt werden. Einige Mitglieder gaben bereits vor der Umsetzung dieses Gesetzes in der Akademie ihren Rücktritt bekannt: Bertold Hatschek (o.M. Zoologie), Alfred Francis Pribram (k.m.I. Geschichte), Ernst Peter Pick (k.m.I. Pharmakologie), Emil Abel (k.m.I. physikalische Chemie) und Eduard Norden (k.m.A. klassische Philologie). Schon zuvor legten die beiden ordentlichen Mitglieder Stefan Meyer (Physik) und Hans Horst Meyer (Pharmakologie) ihr Amt nieder. Richard Willstätter (k.m.A. Chemie) und Wolfgang Pauli (k.m.A Physikalische Chemie) wurden durch eine Mitteilung darauf hingewiesen, dass ihre Mitgliedschaft aufgrund der neuen Gesetzeslage erloschen sei. Lediglich im Fall von Franz Eduard Suess (o.M. Geologie) gab es Bemühungen seitens der Akademie, dessen Ausschluss – letzten Endes erfolglos – zu verhindern. Im Frühjahr 1939 schieden auch Ernst Franz Theodor Brücke (k.M.I. Physiologie), Josef Weninger (k.M.I. Anthropologie) und August Loehr (k.M.I. Numismatik) aus. Am 3. Oktober 1940 kam es zu einem neuen Höhepunkt in der Ausscheidung von Mitgliedern. Walther Brecht (o.M), Hermann Mark (o.M.), Karl Bühler (k.M.I. Philosophie und Psychologie), Victor F. Hess (k.M.I. Experimentalphysik), Erwin Schrödinger (k.M.I. Physik), Franz Boas (k.M.A. Anthropologie) und Alfred Hettner (k.M.A. Geographie) erhielten die Mitteilung der Akademie, von nun an nicht mehr als Mitglieder geführt zu werden.
Was die wissenschaftlichen Unternehmungen der Akademie anbelangt, änderte sich zunächst an den laufenden Projekten wenig. Das war auch darin begründet, da einige Projekte im großdeutsch-deutschnationalen Sinn bereits lange etabliert waren und im Sinne des NS-Systems geführt wurden, wie z. B. das Wörterbuch der bairischen Mundarten in Österreich unter der Leitung der illegalen NSDAP-Mitglieder Pfalz, Steinhauser und Kranzmayer. Es wurden daher in weiterer Folge lediglich einige Kommissionen neu eingerichtet bzw. bestehende Kommissionen umbenannt. So wurde ab 1942 eine Kommission zur Herausgabe einer neuen Sonderserie unter dem Titel „Untersuchungen zur Rassenkunde und menschlichen Erblehre“ gegründet.
Die finanzielle Dotation der Akademie erfuhr zunächst bis zum Ausbruch des Krieges eine beachtliche Steigerung. Ab etwa 1940 nahm der staatliche Beitrag jedoch kontinuierlich ab, und das Kriegsende brachte den vollkommenen finanziellen Zusammenbruch. Die Arbeiten der beiden Klassen wurden mit Fortgang des Krieges zunehmend behindert, einerseits durch administrative und personelle Eingriffe (Einberufungen zum Kriegsdienst), und andererseits durch unmittelbare Kriegseinwirkungen (Bombenschäden, Auslagerungen von Sammlungen).

### Nach 1945

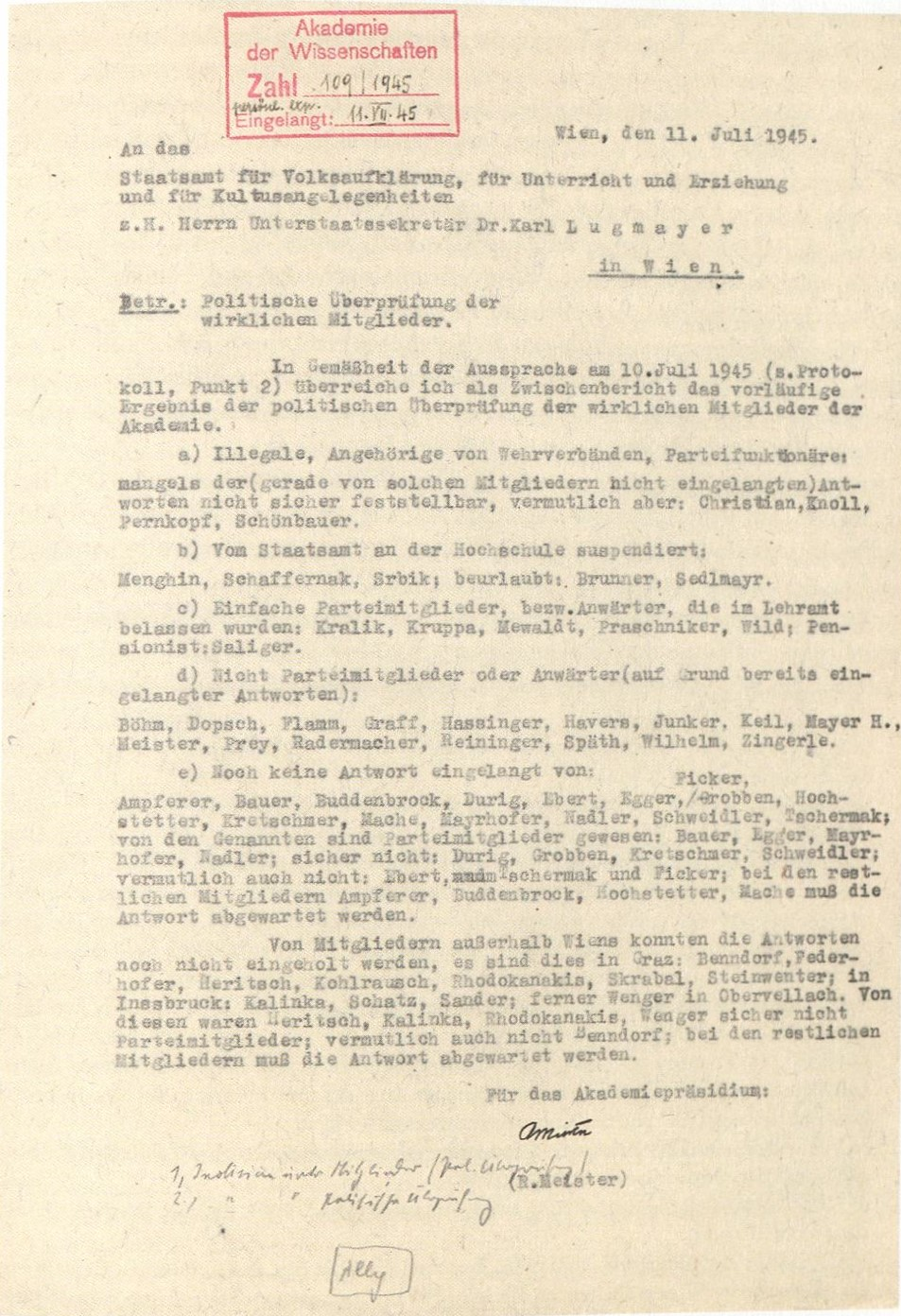
Entnazifizierung (1945)

Bereits am 18. Mai 1945 gab es die erste Sitzung der damals in Wien anwesenden Akademiemitglieder. Ehemalige NSDAP-Angehörige waren von der Teilnahme ausgeschlossen. Noch im selben Jahr wurde die alte Satzung von 1921 wieder in Kraft gesetzt und die Aufhebung sämtlicher Mitgliedschaften der nach 1938 unter Zwang ausgeschiedenen Mitglieder rückwirkend für ungültig erklärt. Die erste Maßnahme der Akademie nach 1945 war die Rückberufung der nach 1938 unter Zwang ausgeschiedenen Mitglieder. In einer neuen Liste waren sämtliche nach 1938 „Ausgetretenen“ wieder als Mitglieder ausgewiesen. Die meisten der 1938 Vertriebenen kehrten allerdings nicht wieder nach Österreich zurück und wurden daher im Stand der korrespondierenden Mitglieder im Ausland geführt. Im Gegenzug wurden Akademiemitglieder, die als belastete NSDAP-Parteimitglieder galten, zwar teilweise ihrer Mitgliedschaft enthoben, aber spätestens bis 1957 wieder aufgenommen. Ernst Späth wurde zum neuen Präsidenten der Akademie gewählt. Nach seinem Tod 1946 wurde Späth von Heinrich von Ficker ersetzt, der ehemaliges Mitglied des Nationalsozialistischen Fliegerkorps (NSFK) war. Um den Bezug zu Österreich stärker zu betonen, wurde die Akademie 1947 zu ihrem 100-Jahre-Jubiläum offiziell in „Österreichische Akademie der Wissenschaften“ umbenannt.
1951 wurde Richard Meister zum Präsidenten gewählt. Kritik an Meister gab es bei der politischen Linken. Die mit der KPÖ kooperierende, einige Jahre aktive Kleinpartei Sozialistische Arbeiterpartei gab damals das Wochenblatt Der neuen Vorwärts heraus. Dort kommentierte Fritz Herrmann die Wahl Meisters „mit harten, aber durchaus treffenden Worten“ (so Klaus Taschwer):
„Die Mitglieder der Österreichischen Akademie der Wissenschaften […] sind [in] ihrer Mehrheit noch immer die alten Protektionskinder der faschistischen Ära. Da sitzt noch ein Nadler drinnen, ein Knoll, ein Christian, ein Pernkopf und wie sie alle heißen, die, während ihre jüdischen Kollegen vergast wurden, sich als fanatische Nazi gebärdeten. Daß sie 1945 und danach nicht hinausgesäubert wurden, war vor allem das zweifelhafte Verdienst jenes Mannes, den wir schon einmal im Neuen Vorwärts als Österreichs schwarz-braune Eminenz hinter den Kulissen vorgestellt haben: Richard Meister, der seit mehr als zwanzig Jahren auf den Hochschulen und wo sich sonst Gelegenheit bietet, gegen alles intrigiert, was nach Demokratie riecht, und alles zu halten versucht, was ihn selbst im Notfall hält.“
Im Jahr 1954 wurde die Österreichische Akademie der Wissenschaften mit dem Karl-Renner-Preis der Stadt Wien ausgezeichnet.
Vor allem ab den 1970er Jahren kam es zu einigen Umgestaltungen in der Akademie. Sie hat sich dabei von einer „Gelehrtengesellschaft“ zu einer Trägerin moderner Forschungseinrichtungen entwickelt. Seit 1973 verfügt sie außerdem über einen eigenen Verlag.
Eingehend mit der Geschichte der ÖAW seit 1945 beschäftigten sich Otto Hittmair und Herbert Hunger. Hittmair schrieb einen profunden historischen Abriss der mathematisch-naturwissenschaftlichen Klasse, Hunger leistete das gleiche für die philosophisch-historische Klasse.
Die Aula der Alten Universität Wien, seit 1857 Sitz der Akademie am Dr.-Ignaz-Seipel-Platz 2, war auf der Rückseite der 100-Schilling-Banknote von 1985 zu sehen. Die Banknote galt bis zur Euroeinführung 2002. Der Sitz der Akademie wird im Rahmen des Sanierungsprojekts „Campus Akademie“ 2020–2022 umgebaut. Die Verwaltungseinheiten und einzelne Institute sind bis Abschluss der Arbeiten vorübergehend im Ausweichquartier Vordere Zollamtsstraße 3 untergebracht.

### Reform
Seit dem Universitätsgesetz 2002 wurden auch an der ÖAW umfangreiche Reformprozesse in die Wege geleitet. Eine 2007 besiegelte Reform beinhaltete unter anderem die Schaffung der aus Nachwuchswissenschaftlern bestehenden Jungen Kurie.
Im Jahr 2011 erfolgte die erste Leistungsvereinbarung zwischen ÖAW und dem Wissenschaftsministerium, die unter anderem auf eine verstärkte Fokussierung der ÖAW auf einzelne Forschungsbereiche abzielte. Die vorgesehene Entlassung von 300 Mitarbeitern fand dann doch nicht statt, stattdessen wurden Institute zusammengelegt und einzelne Einrichtungen an österreichische Universitäten übertragen.
Im Frühjahr 2012, im Zuge der Reformbemühungen, erklärten der Ökonom Gunther Tichy und die Mikrobiologin Renée Schroeder wegen „mangelnder Exzellenz und zu viel CV [Cartellverband]“ den Austritt aus der Akademie, in weiterer Folge auch Ruth Wodak. Intensiv wurde Ende 2012 die völlige Trennung von Gelehrtengesellschaft und Forschungsträger mit zwei Spitzen (Präsident und Forschungsdirektor) unter dem gemeinsamen Dach der Akademie diskutiert.
Das von Sommer 2013 bis 2017 im Amt befindliche Präsidium (Anton Zeilinger, Michael Alram, Brigitte Mazohl, Georg Brasseur) verfolgte statt einer Trennung eine Strategie der internen Verwaltungsreform.

## Forschungseinrichtungen

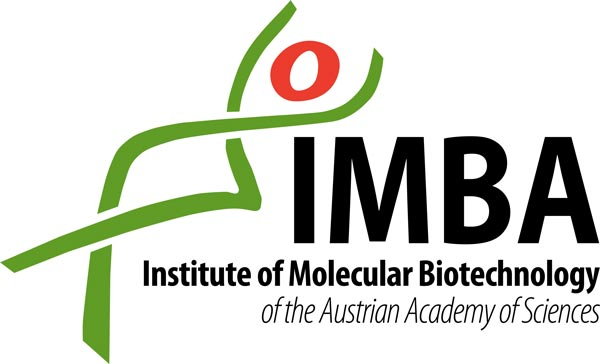

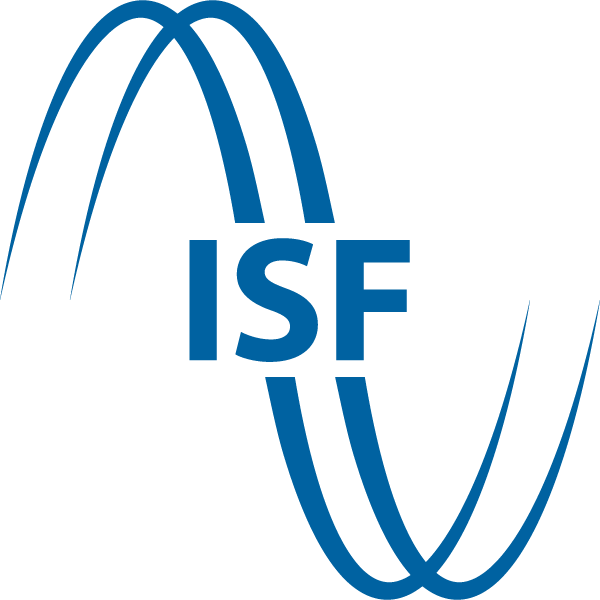

Zu den größten Instituten zählen das Institut für Molekulare Biotechnologie (IMBA), das Forschungszentrum für Molekulare Medizin (CEMM), das Institut für Weltraumforschung (IWF) und das Institut für Hochenergiephysik (HEPHY).
Das Phonogrammarchiv der Akademie hat früh (1899) begonnen, Dichterstimmen mittels der Schallaufzeichnung zu dokumentieren. Die frühesten in Schallaufnahmen erhaltenen deutschsprachigen Dichterstimmen stammen aus diesem Archiv. 1944 wurde außerdem eine Kommission für Musikforschung eingesetzt.
Die ÖAW betreibt seit 1987 die österreichische Einrichtung für Technikfolgenabschätzung, das Institut für Technikfolgen-Abschätzung, als interdisziplinär arbeitendes, der Gesamtakademie zugeordnete Einrichtung.
Im Zuge der Umstrukturierung der ÖAW 2012 wurden zahlreiche Institute an Universitäten ausgegliedert oder zusammengelegt sowie die Zentren aufgelöst.
Mit Anfang 2016 wurde das Österreichische Archäologische Institut (ÖAI) in die Akademie eingegliedert. 2021 wurden das frühere Institut für Kulturgeschichte der Antike (IKAnt) und das Institut für Orientalische und Europäische Archäologie (OREA) mit dem ÖAI zusammengelegt.

### Forschungseinrichtungen der Geistes-, Sozial- und Kulturwissenschaften
- Austrian Centre for Digital Humanities and Cultural Heritage (ACDH-CH)
- Vienna Institute of Demography (Institut für Demographie)
- Institut für Europäisches Schadenersatzrecht (ESR)
- Institut für Interdisziplinäre Gebirgsforschung (IGF)
- Institut für Iranistik
- Institut für Kultur- und Geistesgeschichte Asiens
- Institut für Kulturwissenschaften
- Institut für Mittelalterforschung
- Institute for Habsburg and Balkan Studies
- Institut für Sozialanthropologie
- Institut für Stadt- und Regionalforschung
- Institut für vergleichende Medien- und Kommunikationsforschung (CMC)
- Österreichisches Archäologisches Institut (ÖAI)

Quelle:

### Forschungseinrichtungen der Mathematik, Natur- und Technikwissenschaften

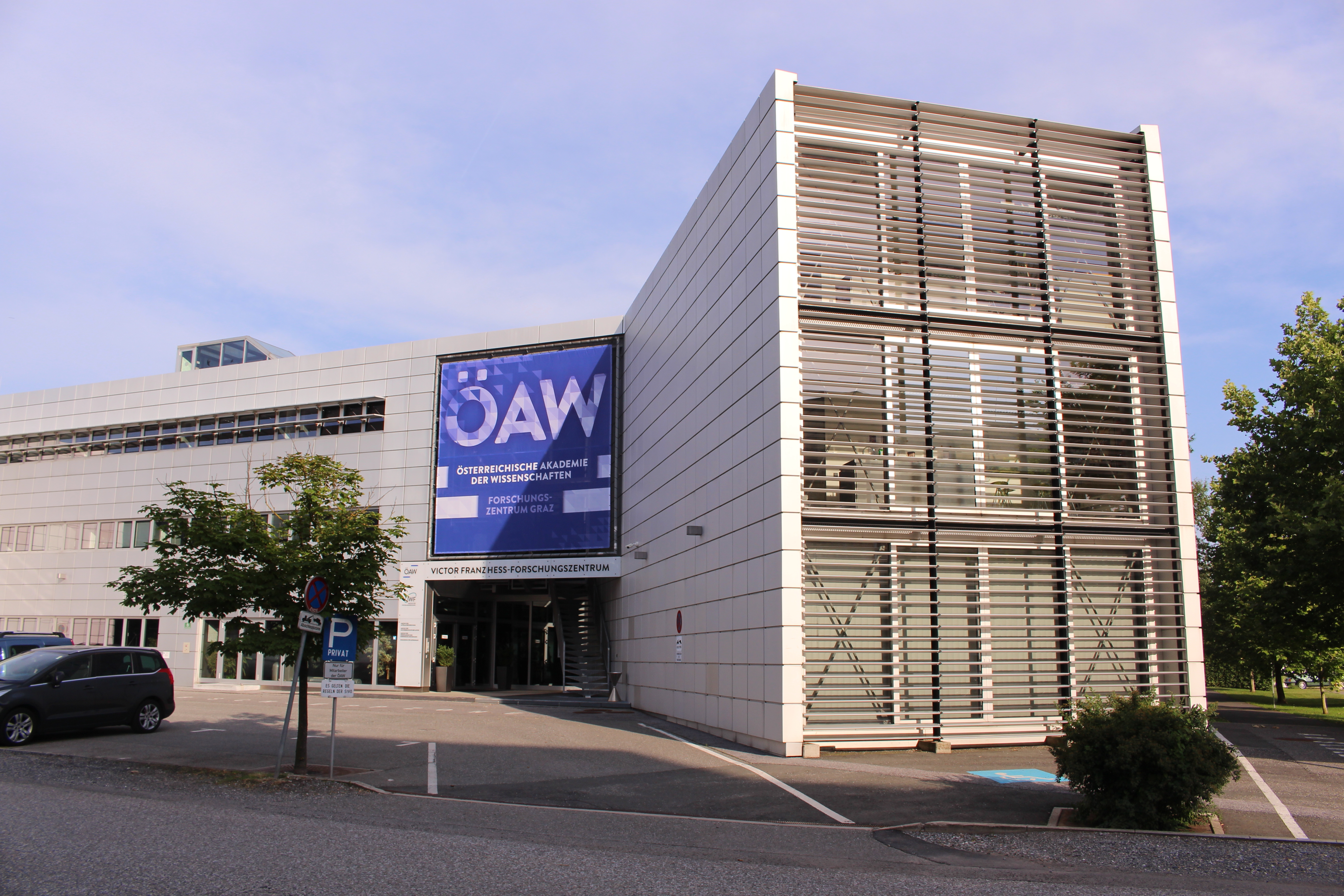
Institut für Weltraumforschung in Graz

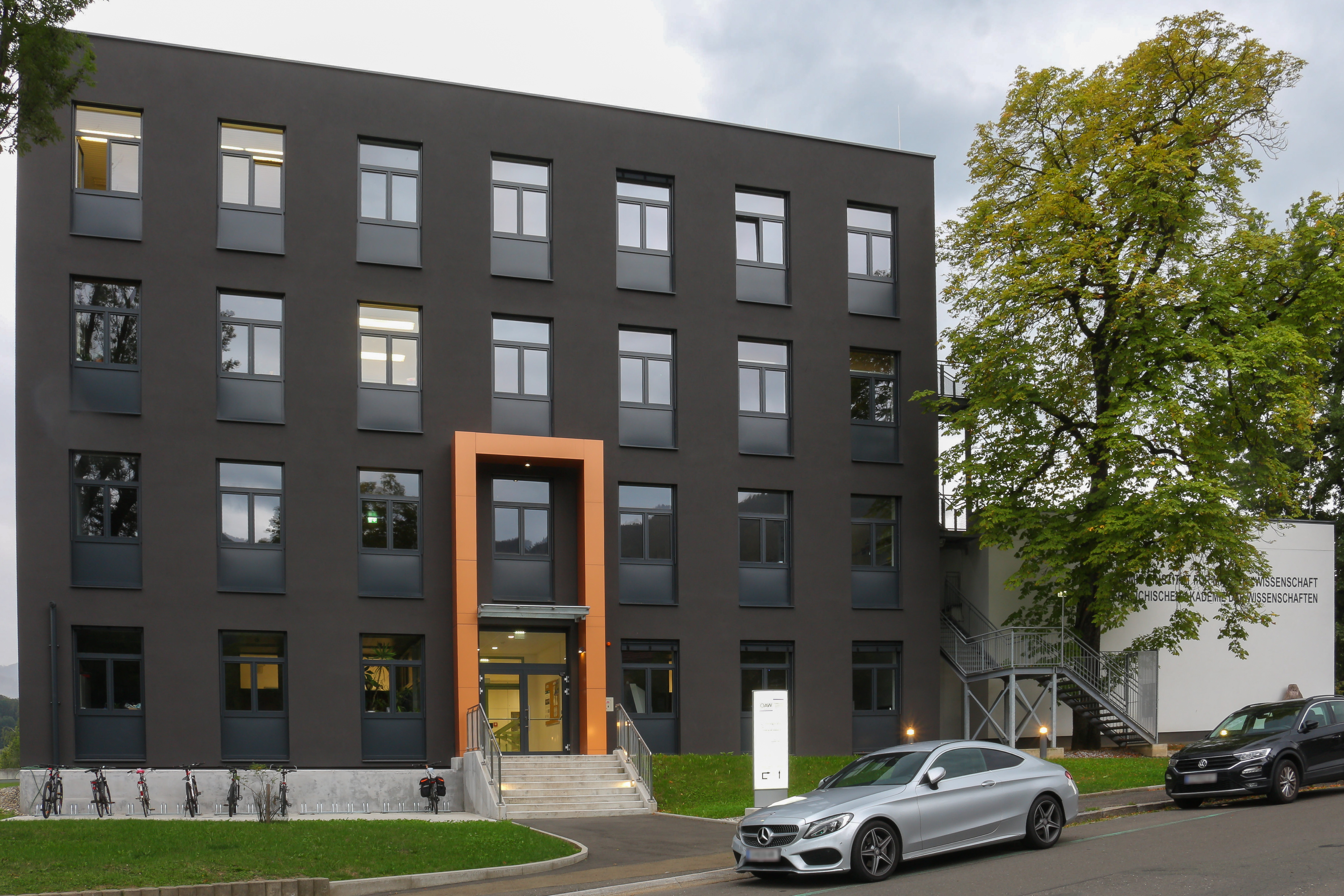
Das Erich Schmid Institut der ÖAW nach dem Umbau. (2022)

- AITHYRA – Forschungsinstitut für Künstliche Intelligenz in der Biomedizin
- Cori Institute of Molecular and Computational Metabolism (CORI)
- Forschungszentrum für Molekulare Medizin (CEMM)
- Erich Schmid Institut der ÖAW (ESI)
- Gregor-Mendel-Institut für Molekulare Pflanzenbiologie (GMI)
- Institut für Molekulare Biotechnologie (IMBA)
- Institut für Hochenergiephysik (HEPHY)
- Institut für Quantenoptik und Quanteninformation – IQOQI Innsbruck
- Institut für Quantenoptik und Quanteninformation – IQOQI Wien
- Institut für Schallforschung (ARI)
- Institut für Weltraumforschung (IWF)
- Johann Radon Institute for Computational and Applied Mathematics (RICAM)
- Stefan-Meyer-Institut für subatomare Physik (SMI)

Quelle:

### Weitere Forschungseinrichtungen der Akademie
- Institut für Technikfolgen-Abschätzung (ITA)

Quelle:

### Kommissionen
Spezifische Aufgaben nimmt die Gelehrtengesellschaft in der Organisationsform einer Kommission wahr. Derzeit bestehen folgende Kommissionen:
- Internationale Wirtschafts- und Finanzpolitik
- Kommission für Astronomie
- Kommission für Geographic Information Science
- Kommission für Geowissenschaften
- Kommission für Interdisziplinäre Ökologische Studien
- Kommission Klima und Luftqualität
- Kommission Vanishing Languages and Cultural Heritage (VLACH)[41]
- Kommission für Migrations- und Integrationsforschung
- Kommission für Rechtsgeschichte Österreichs
- Kommission Nachhaltige Mobilität
- Kommission Südosteuropa-Türkei-Schwarzmeerregion (2011–2014)
- Kommission für die wissenschaftliche Zusammenarbeit mit Dienststellen des BM für Landesverteidigung und Sport
- Kommission für Wissenschaftsethik
- Österreichische IIASA-Kommission bei der ÖAW
- The North Atlantic Triangle: Social and Cultural Exchange between Europe, the USA and Canada

## Förderungen, Stipendien und Preise

### Studierende
- Österreichische Studienstiftung [Förderung für besonders begabte und engagierte Studierende]

Die Akademie vergibt Stipendien wie beispielsweise DOC und DOC-team an herausragende Nachwuchswissenschaftler.

### Prae-doc
- DOC [Doktorand/inn/enprogramm der Österreichischen Akademie der Wissenschaften]
- DOC-team [Doktorand/inn/engruppen für disziplinenübergreifende Arbeiten in den Geistes-, Sozial- und Kulturwissenschaften]
- Stipendium der Monatshefte für Chemie

### Prae- und Post-doc
- L’ORÉAL Österreich [Stipendien für junge Grundlagen-Forscherinnen in Österreich]
- ROM [Stipendien am Historischen Institut beim Österreichischen Kulturforum in Rom]
- ATHEN [Stipendien am Österreichischen Archäologischen Institut in Athen]

### Post-docs
- MAX KADE [USA-Stipendien der Max Kade Foundation]
- Post-DocTrack-Pilotprogramm
- JESH [Joint Excellence in Science & Humanities]

Für hervorragende Leistungen zeichnet die ÖAW ferner Wissenschaftler mit Preisen in verschiedenen Forschungsdisziplinen aus.

### Preise der mathematisch-naturwissenschaftlichen Klasse
- Ignaz L. Lieben-Preis
- Preis für Paläobiologie (ehemals Othenio Abel-Preis)[42]
- Edmund und Rosa Hlawka-Preis für Mathematik
- Walther E. Petrascheck-Preis
- Karl Schlögl-Preis
- Erich Thenius-Stipendium
- Erwin Schrödinger-Preis
- Best Paper Award (Jubiläumsfonds der Stadt Wien für die ÖAW)
- Elisabeth Lutz-Preis
- Otto Vogl-Preis
- Hans und Walter Thirring-Preis

### Preise der philosophisch-historischen Klasse
- Bader-Preis für Kunstgeschichte
- Dissertationspreis für Migrationsforschung
- Jubiläumspreis des Böhlau Verlages Wien
- Moritz Csáky Stipendium
- Richard G. Plaschka-Preis
- Wilhelm-Hartel-Preis
- Auszeichnung der besten Publikation (Jubiläumsfonds der Stadt Wien für die ÖAW)
- Roland Atefie-Preis

### Preise der Gesamtakademie
- Bader-Preis für die Geschichte der Naturwissenschaften
- Medaille „Bene Merito“

### Androsch-Stiftung und -Preis
2004 wurde die nach Hannes Androsch benannte Hannes Androsch Stiftung bei der ÖAW gegründet. Zweck der Stiftung ist es, im Zusammenwirken mit der ÖAW wissenschaftliche Arbeiten zu den Themenschwerpunkten Arbeit und Festigung des sozialen Ausgleichs und Friedens zu fördern. Darüber hinaus vergibt die Stiftung seit 2007 den Hannes-Androsch-Preis. Am 20. Oktober 2008 erhält Hannes Androsch als Würdigung für seine Verdienste um die Akademie den neu geschaffenen Ehrenring.

## Persönlichkeiten

### Heutiges Präsidium
Präsident der Akademie für die Funktionsperiode von 1. Juli 2022 bis zum 30. Juni 2027 ist Heinz Faßmann.
Das Präsidium der ÖAW besteht aus:
- Heinz Faßmann – Präsident
- Ulrike Diebold – Vizepräsidentin
- Christiane Wendehorst – Präsidentin der philosophisch-historischen Klasse
- Wolfgang Baumjohann – Präsident der mathematisch-naturwissenschaftlichen Klasse

### Präsidenten seit Bestehen der Akademie
mn. Kl.: mathematisch-naturwissenschaftliche Klasse

ph. Kl.: philosophisch-historische Klasse
- 1847–1849 Joseph von Hammer-Purgstall (ph. Kl.)
- 1849–1851 unbesetzt
- 1851–1865 Andreas von Baumgartner (mn. Kl.)
- 1866–1869 Theodor von Karajan (ph. Kl.)
- 1869–1878 Carl von Rokitansky (mn. Kl.)
- 1879–1897 Alfred von Arneth (ph. Kl.)
- 1898–1911 Eduard Suess (mn. Kl.)
- 1911–1914 Eugen Böhm von Bawerk (ph. Kl.)
- 1915–1919 Viktor von Lang (mn. Kl.)
- 1919–1938 Oswald Redlich (ph. Kl.)
- 1938–1945 Heinrich von Srbik (ph. Kl.)
- 1945–1946 Ernst Späth (mn. Kl.)
- 1946–1951 Heinrich von Ficker (mn. Kl.)
- 1951–1963 Richard Meister (ph. Kl.)
- 1963–1969 Erich Schmid (mn. Kl.)
- 1969–1970 Albin Lesky (ph. Kl.)
- 1970–1973 Erich Schmid (mn. Kl.)
- 1973–1982 Herbert Hunger (ph. Kl.)
- 1982–1985 Erwin Plöckinger (mn. Kl.)
- 1985–1987 Hans Tuppy (mn. Kl.)
- 1987–1991 Otto Hittmair (mn. Kl.)
- 1991–2003 Werner Welzig (ph. Kl.)
- 2003–2006 Herbert Mang (mn. Kl.)
- 2006–2009 Peter Schuster (mn. Kl.)
- 2009–2013 Helmut Denk (mn. Kl.)
- 2013–2022 Anton Zeilinger (mn. Kl.)
- seit Juli 2022: Heinz Faßmann[3]

### Nobelpreisträger
Die ÖAW zählt folgende Nobelpreisträger zu ihren ehemaligen und gegenwärtigen Mitgliedern:
- Julius Wagner-Jauregg (1857–1940), Nobelpreis für Physiologie oder Medizin 1927
- Erwin Schrödinger (1887–1961), Nobelpreis für Physik 1933
- Victor Franz Hess (1883–1964), Nobelpreis für Physik 1936
- Konrad Lorenz (1903–1989), Nobelpreis für Physiologie oder Medizin 1973
- Anton Zeilinger (* 1945), Nobelpreis für Physik 2022,[46] Präsident der ÖAW von 2013 bis 2022
- Ferenc Krausz (* 1962), Nobelpreis für Physik 2023

## Veranstaltungen der ÖAW
Die Institute, Kommissionen und Mitglieder der ÖAW organisieren sowohl wissenschaftliche Veranstaltungen wie internationale Konferenzen als auch Vorträge und Podiumsdiskussionen für eine breite Öffentlichkeit. Neben Einzelveranstaltungen richtet die Akademie auch Vortragsreihen in den Naturwissenschaften und den Geistes-, Sozial- und Kulturwissenschaften wie das Ernst Mach Forum aus. Mehrere Vorlesungsreihen laufen in Kooperation, wie z. B. die Hans-Tuppy-Lectures gemeinsam mit der Universität Wien oder die ÖAW-ISTA Lectures.

## Publikationen der ÖAW
Informationen über Forschungsergebnisse und Stellungnahmen werden auf den Websites der Institute und Kommissionen der ÖAW veröffentlicht. Die vom Präsidium der ÖAW eingerichteten Publikationsreihen „Forschung und Gesellschaft“ und „Akademie im Dialog“ bieten Mitgliedern und externen Vortragenden die Möglichkeit, ihre an der ÖAW gehaltenen Vorträge einer breiteren Öffentlichkeit zugänglich zu machen. Seit 2006 betreibt die Akademie (über ihren Verlag) ferner einen Publikationsserver, auf dem viele Veröffentlichungen der Akademie und ihrer Einrichtungen online und zu einem großen Teil open access abrufbar sind.
Online bietet die ÖAW Wissensbilanzen und Jahresberichte sowie Zugang zu den Recherchemöglichkeiten bei BAS:IS (Bibliothek, Archiv und Sammlungen der ÖAW) an.